# Jan Pieter Lokker
Jan Pieter Jacobus Lokker (Zierikzee, 3 maart 1949) is een Nederlands historicus, politicus en bestuurder. Hij is lid van het CDA.

## Biografie
Lokker studeerde geschiedenis aan de Rijksuniversiteit Utrecht en begon zijn carrière als docent geschiedenis en staatsinrichting. Hij heeft meer dan 30 jaar voor de klas gestaan op het Griftland College. Hij was negen jaar bestuurslid van de Derde Wereldgroep Soest en tussen 1995 en 2000 voorzitter van theatervereniging Karbiet. In 1981 werd hij bestuurslid van de lokale CDA-afdeling in Soest, van 1990 tot 1999 was hij daar gemeenteraadslid.
Daarna was hij twee jaar Statenlid en van 2001 tot 2007 gedeputeerde in de provincie Utrecht. In die functie was hij portefeuillehouder Landelijk Gebied, Europa en Bestuurlijke zaken. Lokker was onder andere nauw betrokken bij de herindeling van de gemeenten op de Utrechtse Heuvelrug. Als lid van het Comité van de Regio's in Brussel was hij rapporteur voor de Kaderverordening Plattelandsontwikkeling. 
In de zomer van 2007 volgde zijn benoeming tot waarnemend burgemeester van Bodegraven. In 2008 werd hij benoemd tot Ridder in de Orde van Oranje Nassau. Op 1 januari 2011 is Bodegraven opgegaan in de nieuwe gemeente Bodegraven-Reeuwijk waarvan hij de waarnemend burgemeester werd. Zes maanden later werd hij opgevolgd door zijn partijgenoot Christiaan van der Kamp.
In augustus 2011 werd Lokker waarnemend burgemeester van Noordwijk. Hij is tevens voorzitter van de innovatieregeling voor de land- en tuinbouw (RLS) van het ministerie van ELI en voorzitter van de stichting Certificering Natuur- en Landschapsbeheer (SNL). Van december 2014 tot 1 oktober 2015 was hij  waarnemend burgemeester van Goeree-Overflakkee ter tijdelijke vervanging van de zieke burgemeester Ada Grootenboer-Dubbelman.
Vanaf april 2016 was hij enkele maanden waarnemend burgemeester van Albrandswaard ter tijdelijke vervanging van de zieke burgemeester aldaar. Vanaf maart 2017 was Lokker ruim een half jaar waarnemend burgemeester van Lopik. Vanaf 1 januari 2019 vervulde Lokker de post van waarnemend burgemeester van de nieuwe gemeente Vijfheerenlanden die door een herindeling is ontstaan. Op 14 november 2019 werd Sjors Fröhlich burgemeester van Vijfheerenlanden.
Op 12 december 2019 werd Lokker benoemd tot waarnemend burgemeester van Hoeksche Waard. Deze waarneming duurde van 23 december 2019 tot 31 maart 2020. Op 17 maart 2020 werd hij benoemd tot waarnemend burgemeester van Zoetermeer. De benoeming ging in op 31 maart 2020. Hij werd in Zoetermeer op 1 oktober 2020 opgevolgd door Michel Bezuijen.
Lokker is getrouwd en heeft twee kinderen.